# Je vous salue Marie
Pour les articles homonymes, voir Ave Maria et Je vous salue, Marie (film).

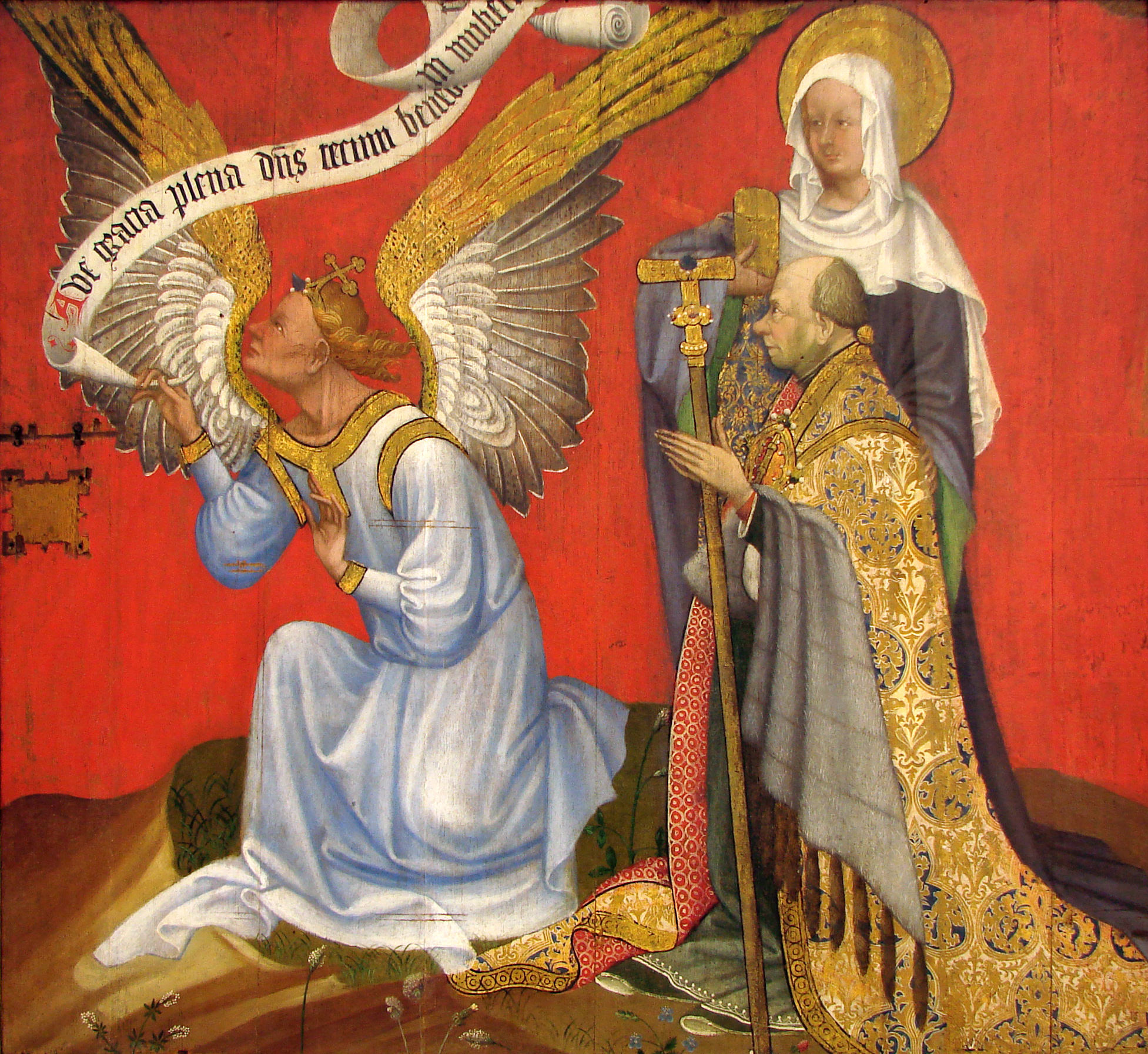
Retable de l'Annonciation, par le Maître de Rohan (v. 1410).

Je vous salue Marie  est une prière catholique, Ave Maria en latin, d'où le nom d'avé qui la désigne souvent. Son titre, en latin comme en français, vient des premiers mots par lesquels l'ange Gabriel salue la Vierge Marie (Lc 1:28) au cours de l'épisode du Nouveau Testament communément appelé Annonciation.
Selon la foi chrétienne, cette scène marque le commencement de la Nouvelle Alliance, car l'acceptation de son destin par Marie est la condition indispensable à l'avènement du Christ, rédempteur de l'humanité tout entière. La place de Marie est ainsi posée, médiatrice entre Dieu et les pécheurs, c'est-à-dire tous les hommes, d'où la prière pour son intercession, « maintenant et à l'heure de notre mort ».
La première partie de cette prière est commune aux Églises latines et orientales.

## Histoire
Le Je vous salue Marie est une prière composée de deux parties définies à des époques différentes.
La première partie reprend les paroles de l'ange lors de l'Annonciation (Luc 1,28) et d'Élisabeth au moment de la Visitation (Luc 1,42). Leur réunion est en usage depuis le Ve siècle dans les liturgies grecques.

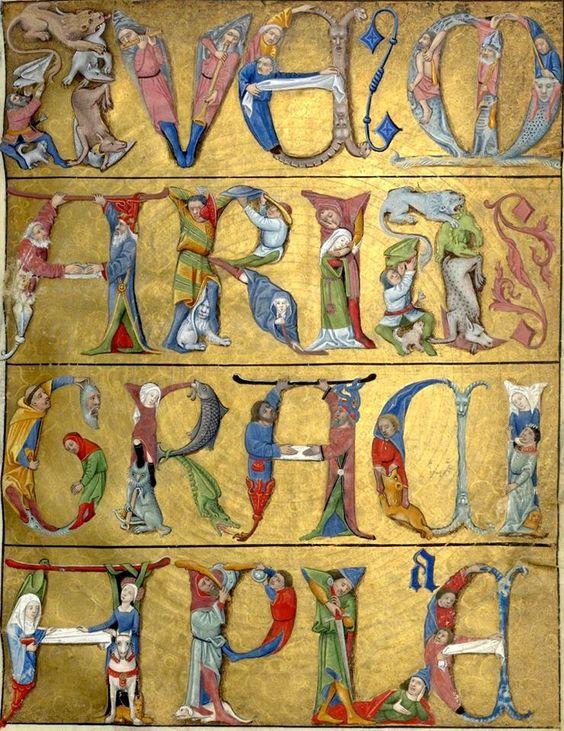
Ave Maria dans les Heures de Charles d'Angoulême.

On la trouve dans le graduel, comme chant d’offertoire du IVe dimanche de l’Avent : « Ave Maria, gratia plena : Dominus tecum : benedicta tu in mulieribus, et benedictus fructus ventris tui ». Mais cette formulation ne se termine pas encore par Jesus, qui n'apparaît que vers le XIIe siècle : il semble que le premier à l'avoir introduit a été Amédée de Lausanne, abbé d'Hautecombe.
Le Je vous salue Marie apparaît vers 1050 comme formule de dévotion. Il est probablement issu du petit office de la Sainte Vierge alors en développement dans les communautés monastiques.
Sous cette forme, la prière se répand avec l'expansion de la piété mariale du XIIIe siècle : la récitation en est prescrite par Odon de Sully, l'évêque de Paris en 1198, avec le Pater et le Credo, vers 1210 le synode de Paris y invite tous les chrétiens, en préparation au Quatrième concile du Latran. Elle se répand dans l'Europe, en étant recommandée par plusieurs conciles régionaux en Espagne, en Angleterre et en Germanie.
La seconde partie est une prière de supplication, dont on peut retrouver l'équivalent avec le Sub tuum.
Cette seconde partie comporte de plus le titre de Théotokos (« Mère de Dieu »), défini au IIIe concile œcuménique, le concile d'Éphèse, en 431. 
La prière étant une salutation, elle était originellement récitée avec une génuflexion ou une prostration. Elle est alors typiquement vue comme une pénitence.
Les réformateurs protestants critiquent le fait que le Je vous salue Marie n'est pas une prière, mais uniquement une salutation, puisqu'elle ne contient pas de demande. Aux XIVe siècle et XVe siècle la deuxième partie commence à apparaître, sous des formes différentes selon les personnes et les pays. Un appel pour les pécheurs et l'aide au moment de la mort reviennent régulièrement.
On voit apparaître la formulation presque complète dans un bréviaire des chartreux dès 1350 : « Sancta Maria, ora pro nobis peccatoribus, nunc et in hora mortis, Amen ». Les bréviaires du XVIe siècle joignent ces deux formules et donnent à la prière sa formulation actuelle : un bréviaire parisien de 1509, un bréviaire trinitaire de 1514, franciscain de 1525, chartreux de 1562. Elle est finalement introduite dans le bréviaire romain en 1568 par le pape Pie V,.
Elle est en usage dans toute l'Église catholique latine à partir du XVIIe siècle.

## Versions

### Catholicisme francophone

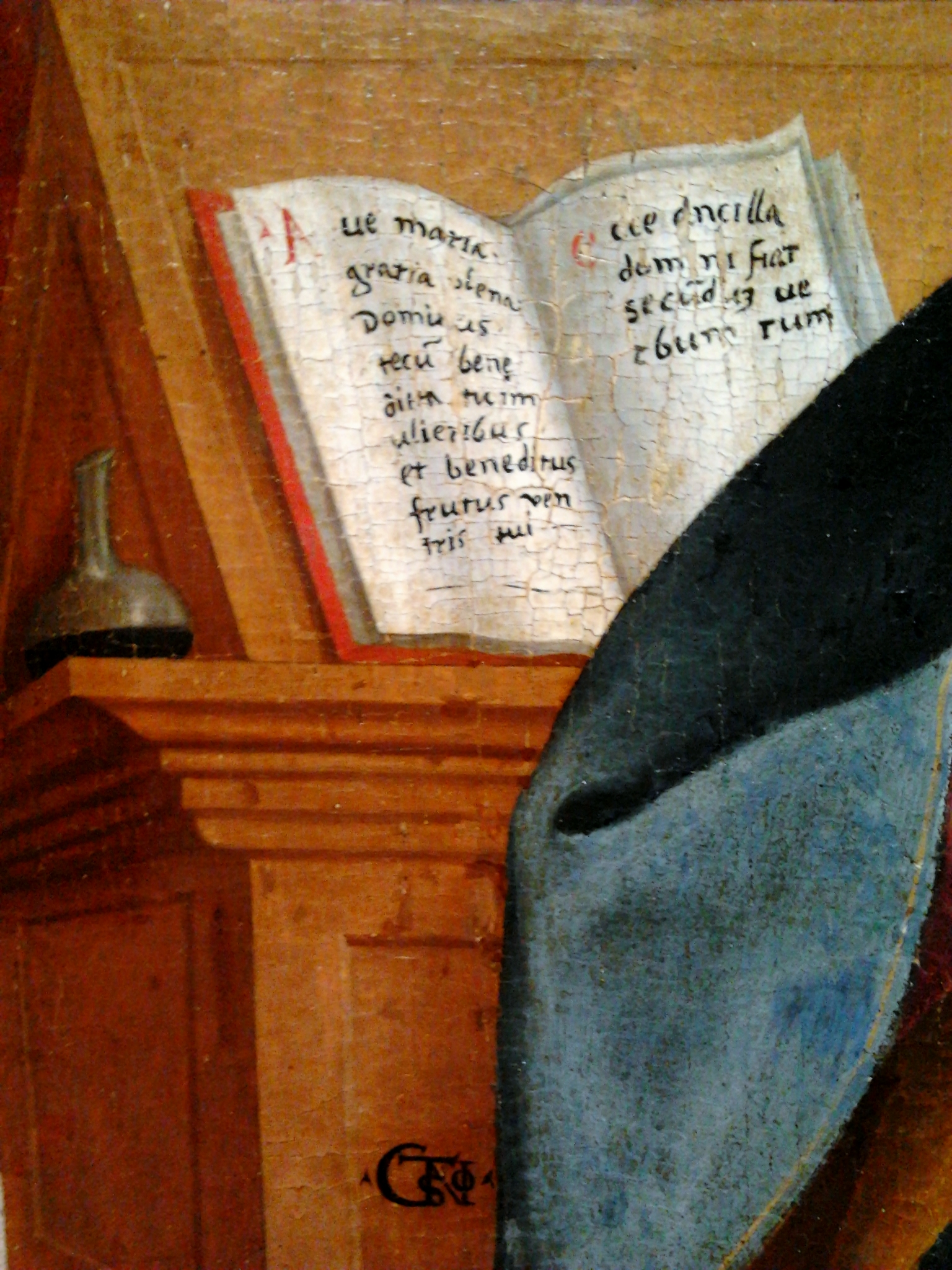
Détail de L'Annonciation de Costantino Zelli, v. 1510.

| Je vous salue Marie, pleine de grâce ; Le Seigneur est avec vous. Vous êtes bénie entre toutes les femmes Et Jésus, le fruit de vos entrailles, est béni. Sainte Marie, Mère de Dieu, Priez pour nous, pauvres pécheurs, Maintenant, et à l'heure de notre mort. Amen. |

Il existe une différence entre le tutoiement du Notre Père et le vouvoiement du Je vous salue Marie. Le choix de la traduction du Notre Père a été fixé en 1966 avec le tutoiement qui vise à rapprocher les hommes de Dieu, mais ne concerne alors pas le Je vous salue Marie qui n'est pas une prière liturgique.

### Texte original
| Texte original                                      | Transcription                                       |
| --------------------------------------------------- | --------------------------------------------------- |
| Χαῖρε, Μαρία, κεχαριτωμένη                          | Khaîre, María, kekharitôménê                        |
| ὁ Κύριος μετὰ Σοῦ,                                  | o Kýrios metà Soû,                                  |
| εὐλογημένη Σύ ἐν γυναιξί,                           | eulogêménê Sý en gynaixí,                           |
| καί εὐλογημένος ὁ καρπός τῆς κοιλίας Σου, ὁ Ἰησοῦς. | kaí eulogêménos o karpós tễs koilías Sou, o Iêsoûs. |
| Ἁγία Μαρία, Θεοτόκε,                                | Agía María, Theotóke,                               |
| πρέσϐευε ὑπέρ ἡμῶν τῶν ἁμαρτωλῶν,                   | présbeue ypér êmỗn tỗn amartôlỗn,                   |
| νῦν καί ἐν τῇ ὥρᾳ τοῦ θανάτου ἡμῶν.                 | nỹn kaí en têi ốrai toû thanátou êmỗn               |
| Ἀμήν.                                               | Amến.                                               |

Au lieu de Μαρία, Maria, on trouve aussi Μαριάμ, Mariam (indéclinable), cf. Évangile selon Luc 1:27 : καὶ τὸ ὄνομα τῆς παρθένου Μαριάμ « et le nom de la jeune fille était Mariam ».

### Texte latin

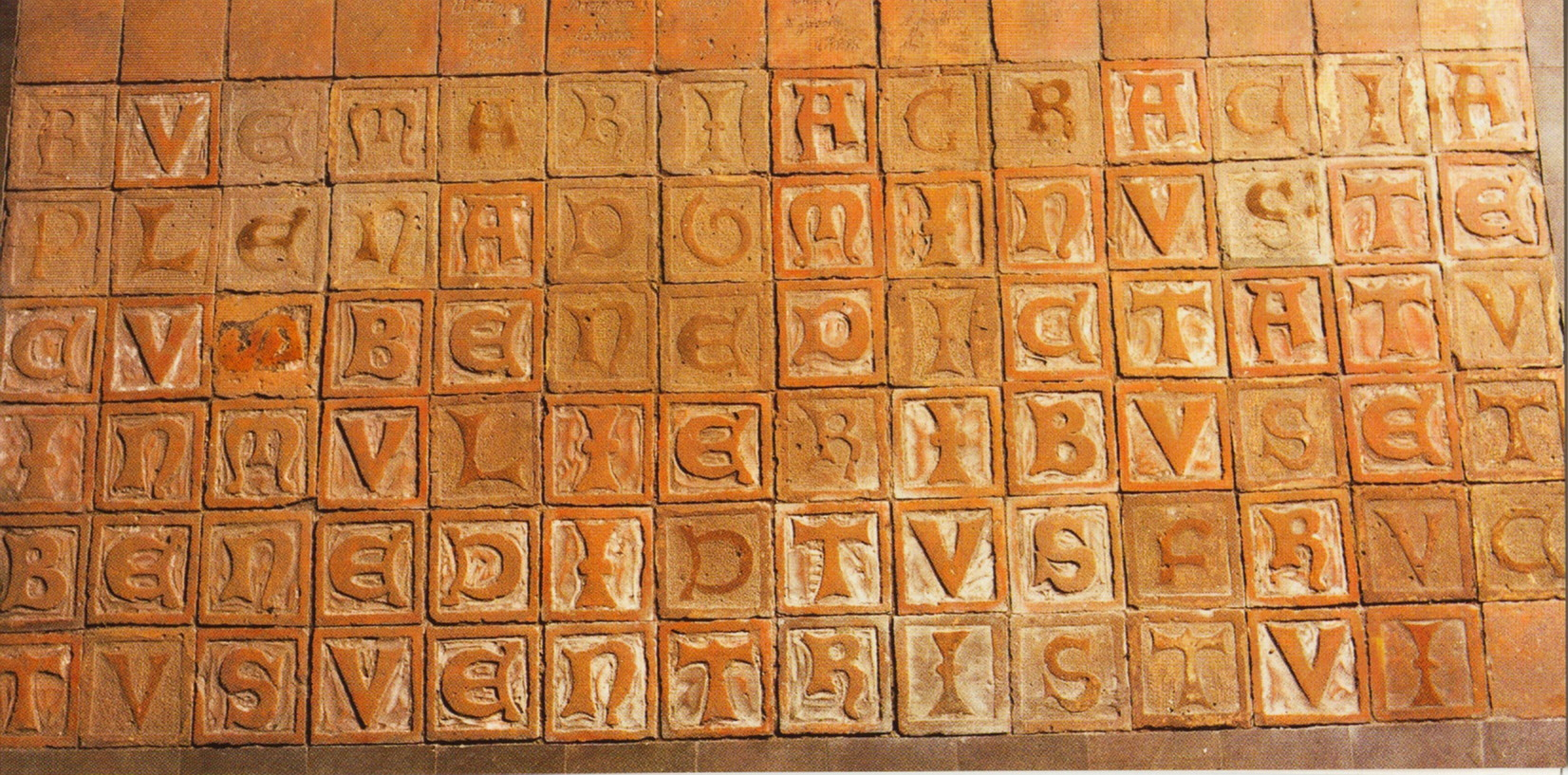
Texte latin de la première partie, dallage de terre cuite (fin du XIIIe siècle), abbaye de Zinna (Allemagne).

| Ave Maria, gratia plena, Dominus tecum, benedicta tu in mulieribus, et benedictus fructus ventris tui Iesus. Sancta Maria mater Dei, ora pro nobis peccatoribus, nunc, et in hora mortis nostræ. Amen. |

Plenus commandant soit le génitif, soit l'ablatif, Gratiæ plena ou Gratia plena sont tous les deux corrects. 

### Versions des Églises orthodoxes
Plusieurs versions existent :
- Vierge Théotokos

Ô Vierge Théotokos, réjouis-toi,

Marie, pleine de grâce, le Seigneur est avec toi,

Tu es bénie entre toutes les femmes,

Et Jésus le fruit de tes entrailles est béni,

Tu as donné naissance au sauveur de nos âmes !
- Prière à la Vierge[6]

Réjouis-toi, Vierge Mère de Dieu, Marie, Pleine de grâce, le Seigneur est avec toi.

Tu es bénie entre toutes les femmes et béni est le fruit de tes entrailles,

Car tu as mis au monde le Sauveur de nos âmes !
- Salut Marie[6]

Salut, Marie, pleine de grâce, le Seigneur est avec toi !

Tu es bénie entre toutes les femmes

Et Jésus, le fruit de tes entrailles, est béni !

### Protestantisme
L'hebdomadaire protestant Réforme précise que le Je vous salue Marie n'est pas récité par les protestants.

## Thème artistique

### Musique classique
Le texte latin de l'Ave Maria a été mis en musique par Charles Gounod, qui a repris le premier Prélude (BWV 846) du Clavier bien tempéré de Jean-Sébastien Bach (y compris la mesure supplémentaire de Schwencke), ce qui est entré dans l'histoire de la musique sous le nom de Ave Maria de Bach/Gounod.
À la Renaissance, le texte latin a été mis en musique entre autres par Nicolas Gombert (1539), Josquin Desprez (1576), Robert Parsons (vers 1570) et Johannes Ockeghem, souvent en n'utilisant que la première partie du texte (Parsons, Ockeghem). 
D'autres mises en musique du texte latin de l'Ave Maria sont dues à Heinrich Schütz (SWV 334), Felix Mendelssohn Bartholdy (op. 23 pour chœur à 8 voix, solos et orgue), Johannes Brahms (op. 12 de 1860), Anton Bruckner (qui en a donné trois adaptations, dont le motet à 7 voix de 1861, dit Ave Maria de Bruckner), Luigi Cherubini, Ernest Chausson (op. 12 no 1, 1885), Georges Bizet, Marcel Dupré, Antonín Dvořák, Morten Lauridsen, Michael Haller (op. 60, n° 25 ), Serge Rachmaninov (op. 37 N° 6), Igor Stravinsky, César Franck, Franz Liszt, Camille Saint-Saëns, Jacques Offenbach, Hermann Schroeder, Ferruccio Busoni et Ludger Stühlmeyer. Alfred Schnittke a fait de l'Ave Maria une partie de sa Quatrième Symphonie (1984), composée pour contre-ténor, ténor, chœur de chambre et orchestre de chambre.
Le lied Ellens dritter Gesang (D 839, op. 52 n° 6), composé en 1825 par Franz Schubert, commence par les mots « Ave Maria ». Il est désormais connu sous le nom de Ave Maria de Schubert.

### Littérature
J.R.R. Tolkien, l'auteur du Hobbit, a traduit dans sa langue d'Elfique l'Ave Maria, ainsi que le Pater Noster.
« Je vous salue Marie » est le refrain d'un poème de Francis Jammes, Rosaire, mis en musique par plusieurs compositeurs, dont Georges Brassens, avec pour titre La Prière.

### Chanson
- « Je vous salue Marie » a été mis en chanson par Serge Gainsbourg[8], a fait l'objet d'une chanson de Serge Lama[9] et Jacno[10].
- La chanteuse lyrique finlandaise Tarja Turunen sort en 2015 un album appelé Ave Maria – En Plein Air et est composé exclusivement de la prière mise en musique par différents compositeurs.

### Cinéma
- Je vous salue, Marie est un film franco-suisse de Jean-Luc Godard, sorti en 1985[11].
- Maria, pleine de grâce est un film américano-colombien de 2004.

### Fleur
- Un rosier hybride de thé de la maison Kordes en Allemagne a été baptisé 'Ave Maria' en 1981.